# (338371) Gerritsen
(338371) Gerritsen is een planetoïde in de planetoïdengordel tussen de planeten Mars en Jupiter. De voorlopige naam ervan was 2002 XO119. De planetoïde heeft een omlooptijd rond de zon van 5,223 jaar. 
De planetoïde is op 10 december 2002 ontdekt door NEAT op het Palomar-observatorium, en op 15 januari 2024 vernoemd naar Adri Gerritsen, een lid van de vereniging Waarnemers van Sterbedekkingen en Kleine Planeten, verbonden aan de Koninklijke Nederlandse Vereniging voor Weer- en Sterrenkunde.